# Clădirea fostei școli primare de pe str. Avram Iancu, 29 (Chișinău)
Clădirea fostei școli primare de pe str. Avram Iancu, 29 este o clădire amplasată pe str. Avram Iancu, 29 în Chișinău, Republica Moldova. Este un monument istoric și arhitectural de importanță națională inclus în Registrul monumentelor Republicii Moldova ocrotite de stat cu nr. 220 (municipiul Chișinău). Datează din jum. I a sec. XIX.